# Tongo (Ndobian)
Pour les articles homonymes, voir Tongo.
Le Canton Tongo aujourd'hui regroupe environ onze (11) villages de 3ème degré. Cependant, Tongo est un village du Cameroun situé dans l'arrondissement du Nord-Makombe, département du Nkam, région du Littoral. Situé dans la commune rurale de Ndobian, il est localisé à 22 km de Ndogban, sur la piste piétonne qui le lie à Ndogban. Pour la petite histoire bien que pas certaines, les fondateurs de Tongo sont originaires de la Chefferie Bangwa sur le plateau. Un chef local, Tchounkeu, voyait avec crainte le pouvoir croissant de son "tâ mfe" dont la famille devenait plus importante que la sienne. Pour éviter le conflit, il préféra s'exiler dans la chefferie Bazu, à Tongo. Ngantchu lui succéda, puis Fondio (ce dernier alimenta activement le marché d'esclaves de "Tâ-mbu" (tâ = marché) près de l'actuel village Samba), enfin, Dje kwa. Tous ces chefs sont morts à Tongo de Bazu (non loin de Niarbõ et de Mbuleng). Le "Mfo" de Bazu sera sans doute jaloux de cette importante prise de Tongo par ce nouveau venu, et il fera tuer en pleine nuit, le fils aîné, "Ta Ganze" de BANMU. Ceci provoqua le départ du Chef BANMU qui passa par Mbuleng dans la chefferie Bandumga où il donne une fille (Njantët) à "Mve Mêkõ" pour avoir l'autorisation de passer, puis il descendit le plateau jusqu'à l'emplacement actuel où il retrouva "Mfo Njanda", "Nja kwa" de Fanda, "Mfeu Noumou"de Kollen-ban et "Njutché)" de Sõngon qui sont des Chefs précédemment arrivés et longtemps installés. Avant que cet emplacement actuel ne soit cédé à ce nouveau venu, "Nja kwa Nubia de Fanda reçut six (06) filles. Yãntan fut donnée avant même l'entrée dans le village, puis Keyetat, Nungap et d'autres...
Tous ces chefs cités précédemment installés assistèrent au contrat d'installation du Chef Banmu de Tongo. Deux (02) chèvres furent d'ailleurs sacrifiées et les populations présentes aspergées de sang. Il en sera de même pour l'inauguration du marché de "Tâ-mbo", deuxième marché de la localité après la création de "Tâ Ngang" crée par le Chef Njanda, quatrième Chef de la dynastie Milombè, au lieu-dit Ndouta. À Tâ mbo, une pierre (lu'la) c'est-à-dire "pierre du village" fut plantée ainsi qu'un arbre qui ne meurt jamais par ces différents chefs anciennement implantés. Le Chef Banmu dû prêter serment devant ces Chefs selon lequel il se considérait désormais comme "mbè nti"(fils d'en bas), c'est-à-dire homme d'en bas par rapport aux bamiléké du plateau (Ba-tu). Mfe Noumou de Kollen-ban avait également cédé une petite parcelle de terrain sur laquelle la chefferie Tongo fut installée jusqu'à nos jours. Une rivière sépare l'emplacement de Tongo avec le village Sõngong.  Le chef BANMU de Tongo ne pouvait pas assister aux tenues de palabres entre les villages précédemment installés dits autochtones. Car, Tongo en tant que tel se trouve en brousse indiqué plus haut et ne pouvait faire partie de leur cercle. Un rapport administratif de tournée du 14 février 1942 note que le chef Banmu qui a bien vieilli conserve cependant une certaine autorité et les impôts de son village étaient régulièrement payés. Dans un autre rapport du 3 avril 1950 signé de Monsieur LESTRINGANT Jacques, Administrateur Adjoint de la France d'Outre-Mer, Chef de la Subdivision de Bagangté, la population de Tongo était de (645 habitants), Fanda (557 habitants), Sõngon (450 habitants), Kollen-ban (163 habitants), Bossa (97 habitants), Baba (83 habitants), Tengoua (69 habitants), Kiébo (54 habitants) et Bakwa (975 habitants). À la mort de BANMU, sa succession fut confiée à HEU KWA (sixième Chef) né vers 1910.
Rappelons qu'aujourd'hui le Canton Tongo regroupe environ onze (11) villages de 3ème dégré BABA, KIEBO,LOBANKOKA, MITOUM, NKONGSAMBA,NYDIBOU, TENGWA, KOLLEMBANG, FANDA, SONGONG, NDOUSSOUM, BOSSA, TONGO( Chef-lieu de Canton).

## Population et environnement
En 1967, le village de Tongo  avait 311 habitants. La population est essentiellement composée des Batongtou. La population de Tongo était de 400 habitants dont 168 hommes et 132 femmes, lors du recensement de 2005. 